# Álcool fluorobenzoico
Álcool fluorobenzoico é o termo que refere-se aos compostos orgânicos, que possui conjunto de três isômeros, de fórmula C7H7FO.
| Álcool fluorobenzoico |                                                    |                                                    |                                                    |
| Name                  | Álcool 2-fluorobenzoico                            | Álcool 3-fluorobenzoico                            | Álcool 4-fluorobenzoico                            |
| Outros nomes          | Álcool o-fluorobenzoico Álcool orto-fluorobenzoico | Álcool m-fluorobenzoico Álcool meta-fluorobenzoico | Álcool p-fluorobenzoico Álcool para-fluorobenzoico |
| Fórmula estrutural    |                                                    |                                                    |                                                    |
| Número CAS            | 446-51-5                                           | 456-47-3                                           | 459-56-3                                           |
| PubChem               | 67969                                              | 68008                                              | 68022                                              |
| Fórmula               | C7H7FO                                             | C7H7FO                                             | C7H7FO                                             |
| Massa molar           | 126,13 g·mol−1                                     | 126,13 g·mol−1                                     | 126,13 g·mol−1                                     |
| Estado físico         | líquido                                            | líquido                                            | líquido                                            |
| Ponto de fusão        |                                                    |                                                    | 22–24 °C                                           |
| Ponto de ebulição     | 199–200 °C                                         | 104–105 °C 22 mmHg                                 | 204–206 °C                                         |